# Цехолюб
Цехолюб (пол. Ciecholub) — село в Польщі, у гміні Кемпиці Слупського повіту Поморського воєводства.
Населення — 159 осіб (2011).
У 1975-1998 роках село належало до Слупського воєводства.

## Демографія
Демографічна структура станом на 31 березня 2011 року:
|          | Загалом | Допрацездатний вік | Працездатний вік | Постпрацездатний вік |
| -------- | ------- | ------------------ | ---------------- | -------------------- |
| Чоловіки | 83      | 19                 | 60               | 4                    |
| Жінки    | 76      | 19                 | 45               | 12                   |
| Разом    | 159     | 38                 | 105              | 16                   |